# Уильямс, Гарланд
Гарланд Майкл Уильямс (род. 14 ноября 1962, Торонто, Онтарио, Канада) — канадский комик, актёр и радиоведущий.

## Биография
Актёрский дебют состоялся в 1994 году, когда он снялся в фильме «Тупой и ещё тупее». Среди наиболее известных фильмов с его участием можно отметить «Враг государства», «Непропечённый», «Мальчишник 2: Последнее искушение», «Пошёл ты, Фредди», «Убрать перископ», «Человек-ракета», «Парни из женской общаги», «Девять ярдов». Также в послужном списке Ульямса присутствует много камео-ролей, например, в «Меня зовут Эрл» и «Все без ума от Мэри».